# Cerastium taschkendicum
Cerastium taschkendicum är en nejlikväxtart som beskrevs av Adylov och Vvedenskii. Cerastium taschkendicum ingår i släktet arvar, och familjen nejlikväxter. Inga underarter finns listade i Catalogue of Life.